# Ковальчук Катерина Павлівна
Катерина Павлівна Ковальчук (нар. 5 грудня 1923, с. Дубовичі — пом. 12 березня 2006) — свинарка, Герой Соціалістичної Праці (1966 р.).

## Біографія
Ковальчук Катерина Павлівна народилась 5 грудня (3 січня) 1923 року в селі Дубовичі Глухівського району (нині Кролевецький), Сумської області в багатодітній сім'ї селян. В 1936 році закінчила 4 класи Дубовицької школи. Після закінчення школи допомагала працювати вдома та брала участь у сезонних роботах в колгоспі.
Під час окупації села Дубовичі німцями в 1941—1945 років проживала також в селі, допомагаючи матері у вихованні молодших братів та сестер. Під час війни загинув на фронті батько Катерини Павлівни. Після звільнення села, у вересні 1943 року, від німецьких загарбників пішла працювати в рільничу бригаду.
З 1946 року працювала свинаркою в колгоспі імені Карла Маркса в Дубовичах. У 50-х роках заочно закінчила зоотехнічні курси в місті Суми. У 1966 року була вибрана делегатом XXIII з'їзду Комуністичної партії України, депутатом Сумської обласної, Кролевецької районної та Дубовицької сільської рад декількох скликань.
Працювала свинаркою до виходу на пенсію в 1980 року. Загальний трудовий стаж складав 37 років. З 2000 року отримувала пенсію за особливі заслуги перед Україною. Померла 12 березня 2006 року.

## Трудовий подвиг
З 1946 року Катерина Павлівна працювала свинаркою у селі Дубовичі. Спочатку доглядала за 12 свиноматками. Після набуття досвіду та закінчення зоотехнічних курсів почала впроваджувати туровий опорос, при якому всі свиноматки наводили поросят кожні 2-3 дня. Використовуючи новий метод опоросу та набутий досвід, приріст молодняку дуже збільшився.
22 березня 1966 року за досягнуті успіхи в розвитку тваринництва указом Президії Верховної Ради Ковальчук Катерині Павлівні присвоєно звання Героя Соціалістичної Праці разом з врученням ордена Леніна та медалі «Серп і Молот». Загалом, у період з 1971 по 1975 роки було отримано молодняку в кількості 3062 що становило в середньому по 28,5 поросят на одну свиноматку.

## Нагороди та відзнаки
1958 та 1966 роках нагороджена орденом Леніна та Золотою медаллю Героя Соціалістичної Праці. 1971 році — Орденом Жовтневої революції. 1973 рік — орден «Знак Пошани». Також була нагороджена 3 медалями виставки досягнень народного господарства>.